# Persistent Uniform Resource Locator
Ein Persistent Uniform Resource Locator oder PURL ist ein Identifikator in Form einer URL, der nicht auf eine Internet-Ressource verweist, sondern mittelbar auf einen Linkresolver, der die tatsächliche, aktuelle URL der Ressource zurückgibt. Aus Benutzersicht entspricht ein PURL somit einer HTTP-Weiterleitung. PURLs sind – wie URNs – ein Weg, konstante, persistente (= bestehen bleibende) Verweise auf Inhalte von Webseiten bereitzustellen, während die tatsächlichen Adressen der Seiten variabel bleiben können. PURL wurde 1995 bis 2016 vom Online Computer Library Center (OCLC) verwaltet. Am 27. September 2016 übernahm das Internet Archive diese Aufgabe.
Alternativen zu PURL sind beispielsweise Digital Object Identifier, das Handle-System und Uniform Resource Names.